# Košarka na Poletnih olimpijskih igrah 2012
Košarka na Poletnih olimpijskih igrah 2012. Tekmovanje je potekalo v kategoriji moških in kategoriji žensk.

## Dobitniki medalj
| Kategorija | Zlato | Srebro | Bron |
| Moški      | ZDATyson Chandler Kevin Durant LeBron James Russell Westbrook Deron Williams Andre Iguodala Kobe Bryant Kevin Love James Harden Chris Paul Anthony Davis Carmelo Anthony                     | ŠpanijaPau Gasol Rudy Fernández Sergio Rodríguez Juan Carlos Navarro José Calderón Felipe Reyes Víctor Claver Fernando San Emeterio Sergio Llull Marc Gasol Serge Ibaka Víctor Sada                                    | RusijaAleksej Šved Timofej Mozgov Sergej Karasev Vitalij Fridzon Saša Kaun Jevgenij Voronov Viktor Hrjapa Semjon Antonov Sergej Monja Dimitrij Hvostov Anton Ponkrašov Andrej Kirilenko                        |
| Ženske     | ZDALindsay Whalen · Seimone Augustus · Sue Bird · Maya Moore · Angel McCoughtry · Asjha Jones · Tamika Catchings · Swin Cash · Diana Taurasi · Sylvia Fowles · Tina Charles · Candace Parker | FrancijaIsabelle Yacoubou · Endéné Miyem · Clémence Beikes · Sandrine Gruda · Edwige Lawson-Wade · Céline Dumerc · Florence Lepron · Émilie Gomis · Marion Laborde · Élodie Godin · Emmeline Ndongue · Jennifer Digbeu | AvstralijaJenna O'Hea · Samantha Richards · Jennifer Screen · Abby Bishop · Suzy Batkovic · Kathleen MacLeod · Kristi Harrower · Laura Summerton · Belinda Snell · Rachel Jarry · Liz Cambage · Lauren Jackson |

## Medalje po državah
| Poz   | Država     | Zlato | Srebro | Bron | Skupaj |
| 1     | ZDA        | 2     | 0      | 0    | 2      |
| 2     | Španija    | 0     | 1      | 0    | 1      |
| 2     | Francija   | 0     | 1      | 0    | 1      |
| 3     | Rusija     | 0     | 0      | 1    | 1      |
| 3     | Avstralija | 0     | 0      | 1    | 1      |
| Total | Total      | 2     | 2      | 2    | 6      |